# Kojiro Kaimoto
Kojiro Kaimoto (født 14. oktober 1977) er en tidligere japansk fodboldspiller.
Han har spillet for flere forskellige klubber i sin karriere, herunder Gamba Osaka, Nagoya Grampus Eight og Albirex Niigata.